# Microfotografía

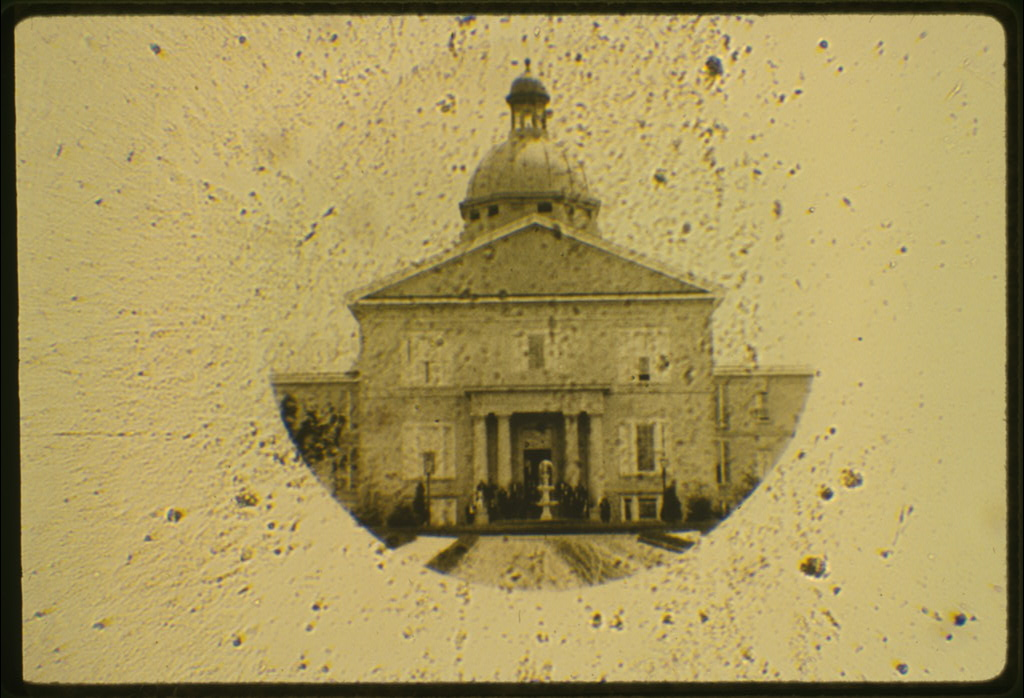
Una microfotografía de 1 mm de diámetro, circa 1858.

La microfotografía, inventada y patentada por René Dagron, consiste en la obtención de imágenes muy pequeñas (de 1 mm de diámetro) de objetos de tamaño real, y comprende toda la tecnología necesaria para el arte de hacer este tipo de imágenes. Las aplicaciones de la microfotografía incluyen el espionaje, como en el caso de William Fischer hasta los objetos de regalo con visor para las tiendas de recuerdos de viaje. Hoy en día todavía se utiliza en parte de las técnicas empleadas en la fabricación de microchips, donde se llega a reducir la imagen del circuito a nivel de micrones.

## Historia
Empleando un proceso de daguerrotipo, John Benjamin Dancer fue uno de los primeros en producir microfotografías, en 1839. Dancer consiguió una proporción de reducción de 160:1, y perfeccionó sus procedimientos de reducción con el proceso del colodión húmedo, de Frederick Scott Archer, desarrollado en 1850-1851, pero desaprovechó su trabajo de décadas de microfotografías como un pasatiempo personal, y no documentó sus procedimientos. La idea de que la microfotografía sería tan solo una novedad curiosa era una opinión compartida por el Dictionary of Photography, de 1858, que bautizó el proceso como "una cosa insignificante e infantil".

## Microfilm y microfichas
Después de la II Guerra Mundial, surgieron aplicaciones importantes de la microfotografía: las microfichas, también llamadas microfilmes, y distintos soportes con finalidades de archivo y documentación, pero con mucha menos reducción (una microficha tiene un diámetro de 1 cm, comparado con 1 mm de diámetro de una fotomicrografia de Dagron). Desafortunadamente, el desarrollo de las técnicas digitales de archivo ha hecho que esta tecnología se encuentre en un desuso cada vez mayor.
Como ejemplo del uso de la microfotografía para la documentación se puede mencionar el artículo 37 del Código de Notariado en Guatemala, decreto 314 del Congreso de la República, el cual ordena al Archivo General de Protocolos hacer microfotografías de los testimonios especiales que los notarios deben enviar a dicha institución.  